# Video DownloadHelper
Video DownloadHelper est une extension pour les navigateurs Firefox et Google Chrome. Il permet à l'utilisateur de télécharger des vidéos à partir de sites qui diffusent des vidéos via HTTP, tel que YouTube. Cette extension a été développée par Michel Gutierrez. Cette extension gratuite propose également une version "premium" à 18,50 € (en 04-2019).

## Histoire
Depuis la version 4.9, Video DownloadHelper a introduit une méthode supplémentaire de capture vidéo au travers de l'enregistrement direct sur l'écran. Cette fonctionnalité repose sur CamStudio lorsque vous êtes sur Windows et sur recordMyDesktop pour Linux. Video DownloadHelper permet de démarrer la capture d'un seul clic sans avoir besoin de spécifier manuellement la zone de l'écran à capturer.
En mai 2014, Video DownloadHelper est la 2e extension la plus populaire Add-on (Mozilla) après Adblock Plus. Le logiciel est financé grâce à des annonces sur le site Web, les dons et les ventes de logiciels associés du développeur.
Au printemps 2015, la version 5 a été implémentée. Elle a été complètement réécrite. Contrairement aux versions précédentes, qui avaient été basées sur XUL, celle-ci est maintenant basée sur le nouveau Firefox Addon SDK.

## Réception
Eric Griffith de PC Magazine l'a nommé l'une des meilleures extensions Firefox de 2012. Erez Zukerman de PC World l'a classé 4/5 étoiles et l'a appelé "outil précieux". TechRadar qui l'a classé 5/5 étoiles a écrit : "Celui qui veut regarder des vidéos, non seulement en ligne, mais aussi dans le train, la voiture ou l'avion, est très bien servi avec Video DownloadHelper." CNET l'ayant classé 3/5 étoiles a écrit, "DownloadHelper fonctionne, et il ne pouvait pas être plus facile à utiliser une fois que vous comprenez le processus, mais les utilisateurs les moins expérimentés peuvent abandonner avant même qu'ils arrivent à sauver un seul fichier avec ce logiciel."

## liens externes
- Site officiel
- Video DownloadHelper sur Mozilla Add-ons